# Durval Cruz
Durval Rodrigues da Cruz (Capela, Sergipe, 6 de julho de 1902 – 12 de julho de 1971) foi um médico e político brasileiro.
Filho de Tomás Rodrigues da Cruz e de Clara Rollemberg da Cruz.
Foi eleito senador nas eleições estaduais em Sergipe em 1945, concluindo o mandato em janeiro de 1955.